# 유수프 이븐 타슈핀

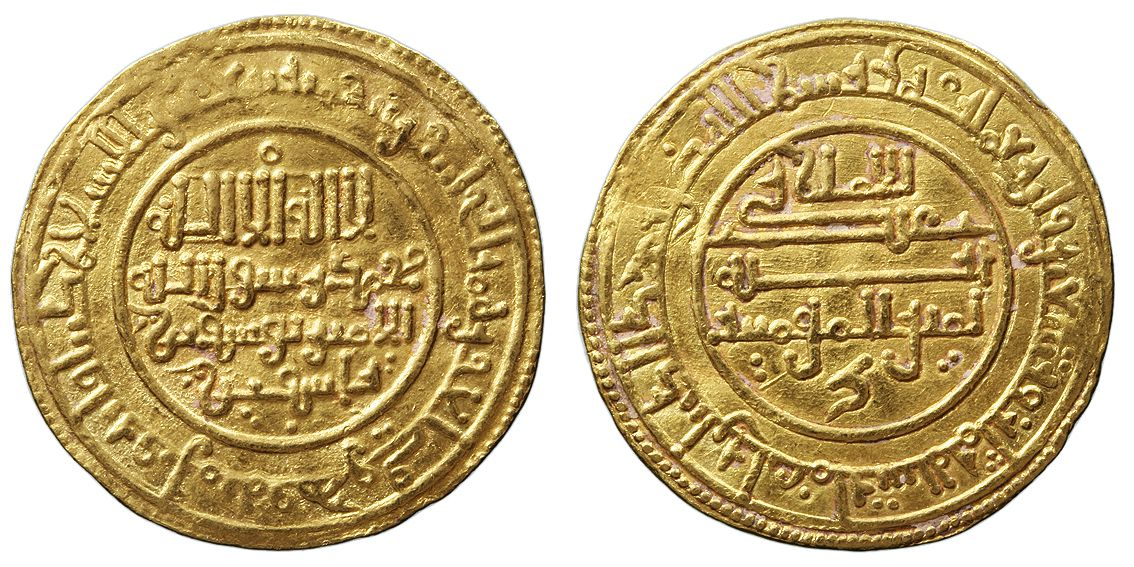

유수프 이븐 타슈핀(يوسف بن تاشفين ناصر الدين بن تالاكاكين الصنهاجي)은 무라비트 왕조의 술탄이다.
유수프는 무라비트 왕조의 술탄 아부 바크르 이븐 우마르의 군 총사령관이었으며 1061년 술탄직을 계승하였다. 이후 알안달루스의 타이파를 지원하여 전히스파니아의 황제 알폰소 6세 그리고 엘 시드와 생애 동안 대립을 유지하였다.